# Chūnfēng chénzuì de yèwǎn
Chūnfēng chénzuì de yèwǎn (春風沉醉的夜晚T, 春风沉醉的夜晚S, lett. "Notte di primavera"), anche noto col titolo internazionale di Spring Fever, è un film del 2009 diretto da Lou Ye. È stato presentato in concorso al 62º Festival di Cannes, dove ha vinto il premio per la miglior sceneggiatura.

## Riconoscimenti
- 2009 - Festival di Cannes
  - Prix du scénario a Mei Feng
  - Candidatura per Palma d'oro